# Полигоно (Торино)
Полигоно је насеље у Италији у округу Торино, региону Пијемонт.
Према процени из 2011. у насељу је живело 66 становника. Насеље се налази на надморској висини од 272 м.